# Gare de Sighișoara
La gare de Sighișoara (en roumain : Gara Sighișoara) est une gare ferroviaire roumaine située à Sighișoara.

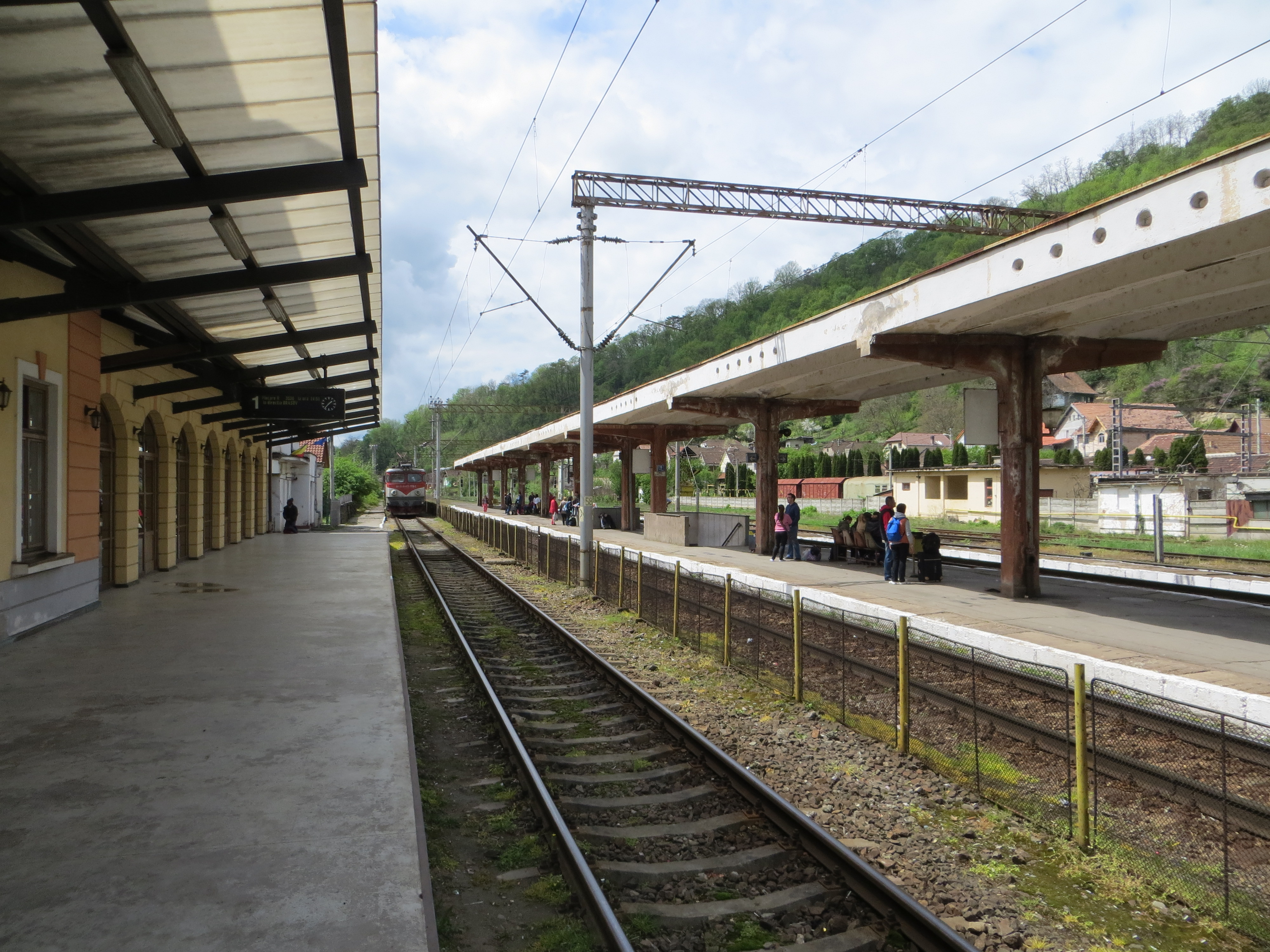
Voies et quais de la gare.

Elle est située sur la ligne CFR 300 qui relie Bucarest à Oradea et est une extrémité de la ligne de Sibiu à Sighișoara (ro).
Le 8 juin 2023, une collision entre deux trains d'engrais est évitée de justesse.